# 선형 근사

(a, f(a))에서의 접선

수학에서 선형 근사(線型近似, 영어: linear approximation)는 어떤 함수를 선형 함수, 즉 일차 함수로 근사하는 것을 말한다. 아이디어는 그림과 같이 어떤 점 근처를 확대하면 확대할수록 (미분 가능한) 함수의 그래프와 그 점에서의 접선은 비슷해진다는 사실로부터 온다.

## 정의
어떤 점 {\displaystyle x=a}에서 미분가능한 함수 {\displaystyle f(x)}가 있을 때, 그 점에서의 접선의 방정식은
{\displaystyle y=f(a)+f'(a)(x-a)}
이다. 이때 근사
{\displaystyle f(x)\approx f(a)+f'(a)(x-a)}
를 {\displaystyle f}의 {\displaystyle a}에서의 선형 근사라고 한다. 이는 테일러 정리에 의하여 얻어진
{\displaystyle f(x)=f(a)+f'(a)(x-a)+R_{2}}
에서 근사 {\displaystyle R_{2}\approx 0}를 취한 것으로 볼 수 있다. 여기서 {\displaystyle R_{2}=o(x-a)}는 {\displaystyle x}가 {\displaystyle a}로 갈 때의 {\displaystyle x-a}보다 고위인 무한소이다(점근 표기법). 즉,
{\displaystyle \lim _{x\to a}{\frac {o(x-a)}{x-a}}=0}

## 예
{\displaystyle {\sqrt {4.01}}}을 함수 {\displaystyle f(x)={\sqrt {x}}}의 {\displaystyle x=4}에서의 선형 근사를 사용해서 근삿값을 구할 수 있다.
{\displaystyle f'(x)={\frac {1}{2{\sqrt {x}}}}}
이므로
{\displaystyle f(4.01)\approx f(4)+f'(4)\times 0.01=2+{\frac {1}{4}}\times 0.01=2.0025}
이다. 이는 실제값인 2.00249...를 소숫점 다섯째 자리에서 반올림 한 값이다. 즉, 참값에 상당히 근접함을 알 수 있다.
이는 사실상 {\displaystyle x}가 4에 매우 가까울 때의 선형 근사
{\displaystyle {\sqrt {x}}\approx 2+{\frac {1}{4}}(x-4)}
를 이용한 것이다. 비슷한 예로 {\displaystyle x}가 0에 가까울 때의 여러 가지 선형 근사를 나열하면 다음과 같다.
- {\displaystyle \sin x\approx x}
- {\displaystyle \tan x\approx x}
- {\displaystyle e^{x}\approx 1+x}
- {\displaystyle \ln(1+x)\approx x}
- {\displaystyle \arcsin x\approx x}
- {\displaystyle \arctan x\approx x}
- {\displaystyle (1+x)^{p}\approx 1+px}

## 같이 보기
- 오일러 방법
- 유한 차분
- 뉴턴 방법
- 테일러 정리
- 거듭제곱 급수

## 참고 문헌
- James Stewart (2009). 《Calculus(Metric International Version, 6th Edition)》. Brooks/Cole, Cengage Learning. ISBN 0-495-38362-7.